# 台北ドーム
台北ドーム（タイペイドーム、繁体字中国語: 臺北大巨蛋、英語: Taipei Dome）は、台湾台北市信義区の野球場。台湾初の多目的ドーム球場であり、人工芝球場である。

## 概要
台北ドームは、遠雄グループが手掛ける台北文化体育園区における商業施設やオフィス、ホテルなどのBOT方式による複合施設開発計画の中核である。
当初2014年に完成予定であったが、後述の工事中断の影響で当初の予定より完成が大幅に遅れ、2023年に完成した。
2024年シーズン時点で、中華職業棒球大聯盟（CPBL）の公式戦が開催されているが、特定のチームの本拠地としての設定はされていない。

## 沿革

### 建設

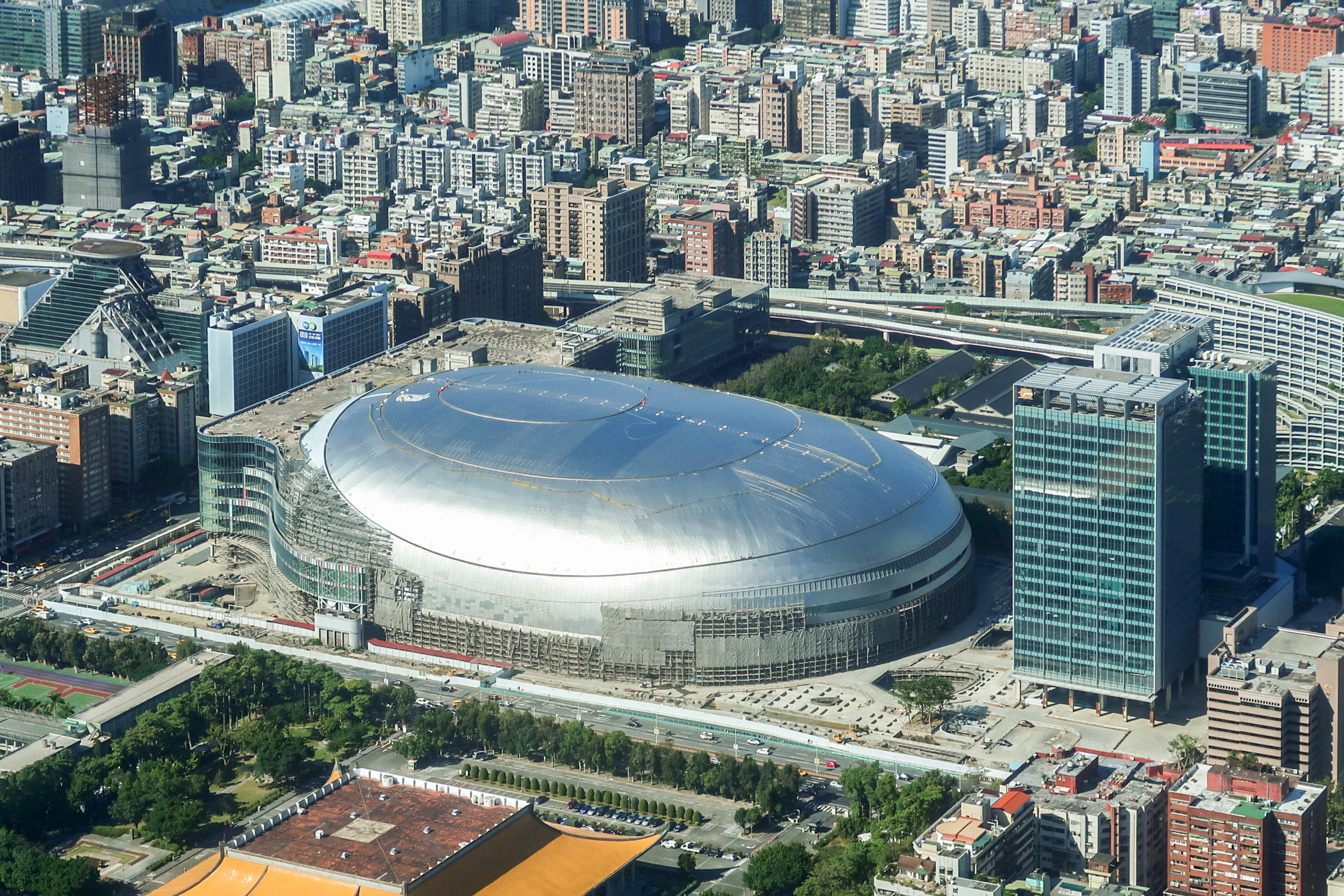
2019年に建設中の台北ドーム

1991年11月10日、台北市立野球場で行われた台湾シリーズの優勝決定戦となる第7戦味全ドラゴンズ対統一ライオンズにおいて、天候の急変による大雨により試合が中断・延期となった。その際、観客が「ドーム球場が欲しい」と叫んだ出来事を契機に、当該試合に来場していた当時の行政院長の郝柏村がドーム型の室内競技場の建設を指示。翌1992年には、行政院の指示により台北市がドーム体育館の建設計画に着手した。
2002年、「台北文化体育園区全区域計画」が完成し企業誘致を開始。2004年5月、入札により遠雄グループがBOT事業者として台北市から選定。2006年10月、台北市と事業者が設立した「遠雄巨蛋事業股份有限公司」が、台北文化体育園区における台北ドームのBOT契約を締結。翌年には、行政院が開発事業を「国家重要建設」として承認した。
2011年6月、ドームの建築許可証が発行。11月、大林組および台湾大林組が、遠雄建設子会社の遠雄営造とのJVで建設工事を受注し、翌2012年4月より工事が開始された。また、同時期に台北市が開催地に決定した2017年夏季ユニバーシアードの競技会場の一部となる見込みであると報じられた。
しかしその後、工事の安全基準を巡って市と遠雄グループが対立。隣接する史跡の松山煙草工場跡での地盤沈下や、付近の台北捷運南港線内のトンネルで損傷が見つかるなどしたため、安全面での懸念も浮上。2015年5月には、遠雄グループが認可された図面通りに施工していないなどとして、台北市が8割方完成していた工事の全面停止を命令。2016年には、市と遠雄グループがドーム建設に関するBOT契約の解除について一旦は合意に達したものの、その後遠雄側が譲歩の姿勢を見せたことなどから、市が契約解除を見送ると発表した。
2017年9月、排水設備などの修復工事が再開。それに並行して環境アセスメントや防災などの評価も進行。
2019年2月、ソフトバンクグループ代表取締役会長兼社長の孫正義が台北ドームを買収する予定だと台湾各メディアが報じた。これについて台北市は「聞いていない」とコメント、遠雄建設事業はその可能性も排除できないと答えている。
2020年6月、建設許可の変更が台北市建築管理工程処に認可され、同年8月に建設工事を再開。10月には、台北市長の柯文哲が2021年末までに完工するとの見方を示した。
2022年には、台北市副市長の蔡炳坤が同年中の完成を目指すと述べた。開場後に開催される試合として、同年の台湾シリーズや10月に台北市で予定されているWBSC U-23ワールドカップが検討されているとした。しかし、3月時点で新型コロナウイルス感染症の流行や一部の建設許可変更の設計が未完了であることから、工事の進捗は大きく遅れていた。

### 完成後
2023年11月2日、台北市は台北ドームに対して正式にライセンスを交付し、スポーツの試合やコンサートなどのイベントの開催が可能になった。同年11月、非公開および公開のテストマッチの開催が行われ、11月18日のアジア選手権チャイニーズタイペイ代表対U-23チャイニーズタイペイ代表のテストマッチが初めての有観客試合となり、約1万3000人が来場した。また、12月2日、開場に伴う記念式典が行われ、王貞治が始球式を行った。
同年12月3日、正式開場した。初の公式戦となる第30回アジア野球選手権大会開幕戦のオープニングラウンド・グループA、チャイニーズタイペイ対韓国が人数制限を設けた上で行われ、1万6647人が来場した。試合は、4対0でチャイニーズタイペイが勝利した。2024年3月に行われた読売巨人軍90周年記念親善試合において、初めて人数制限が撤廃され、2日の読売ジャイアンツ対中信兄弟では開業後初の満員かつ台湾野球史上最多の3万7890人が来場した。
同年3月30日、ドームとして初のCPBL公式戦となる2024年シーズン開幕戦・味全ドラゴンズ対楽天モンキーズが開催され、味全が3対2で勝利した。また、同試合でCPBL史上最多動員の2万8618人を記録した。2024年8月現在、同球場で行われた同年8月3日の中信対富邦ガーディアンズにおける3万4506人が、CPBL公式戦での最多動員記録となっている。

## 施設

### 球場内
グラウンドは両翼が102m、センターが120mであり、芝は人工芝であり、ミズノ製のMSクラフト・ベースボール・ターフが日本国外では初めて使用されている。
屋根の高さは74.5mと、日本にあるドーム球場と比較して天井は高く設定されている。
収容人数は、野球開催時が4万71人、コンサート開催時が最大5万8,000人。また、36室のスイートルームが用意されている。

### 球場外
駐車場は、一般車2,136台、二輪車3,800台、バス・大型車計120台の他、積載車56台、中継車10台が入るスペースがある。
遠東SOGOを経営する太平洋崇光百貨がショッピングモール「遠東Garden City」を運営し、2024年6月25日に第一期としてフードコート「美食天堂　GOURMET PARK」が開業した。また、周辺にはホテルやオフィスビルが隣接する。

## 主な利用

### 野球
前述のとおり、特定の球団による本拠地設定はされていないが、CPBLの公式戦で使用されている。2024年シーズンでは、全6球団の主催で計33試合が設定された。
日本プロ野球（NPB）の球団である読売ジャイアンツは、球団創設90周年とドーム開業を記念し、読売巨人軍90周年記念親善試合として2024年3月2日・3日に中信兄弟・楽天モンキーズとの親善試合を開催した。また、2025年3月には北海道日本ハムファイターズが中信兄弟・統一ライオンズと交流試合を行う予定。

#### 国際大会
- 第30回アジア野球選手権大会 - 2023年12月より、正式開場後初のイベントとして開催。人数制限を行ったうえで、開幕戦のチャイニーズタイペイ対韓国戦や、決勝戦などを含む13試合が行われた[36]。
- 2024 WBSCプレミア12 - オープニングラウンドB組の6試合が行われる[37]。
- 2026 ワールド・ベースボール・クラシック 台北予選[38][39]

### バスケットボール
2024年4月13日・14日に、T1 リーグ新北中信DEA対台北マールスが開催された。

### コンサート
2024年12月6日~8日、歌手の周杰倫がドーム初の単独コンサートを行った。また、同年12月31日には張惠妹がカウントダウンライブを行った。2026年1月10日にはゴールデンディスク賞授賞式が当地で開催予定

### その他
2025年5月にアジアで初のワールドマスターズゲームズ開幕式の会場として使用

## アクセス
- 台北捷運板南線(南港線)国父紀念館駅 5号出口